# Bécon-les-Granits
Bécon-les-Granits è un comune francese di 2 805 abitanti situato nel dipartimento del Maine e Loira nella regione dei Paesi della Loira.

## Società

### Evoluzione demografica
Abitanti censiti